# Karel Rüütli

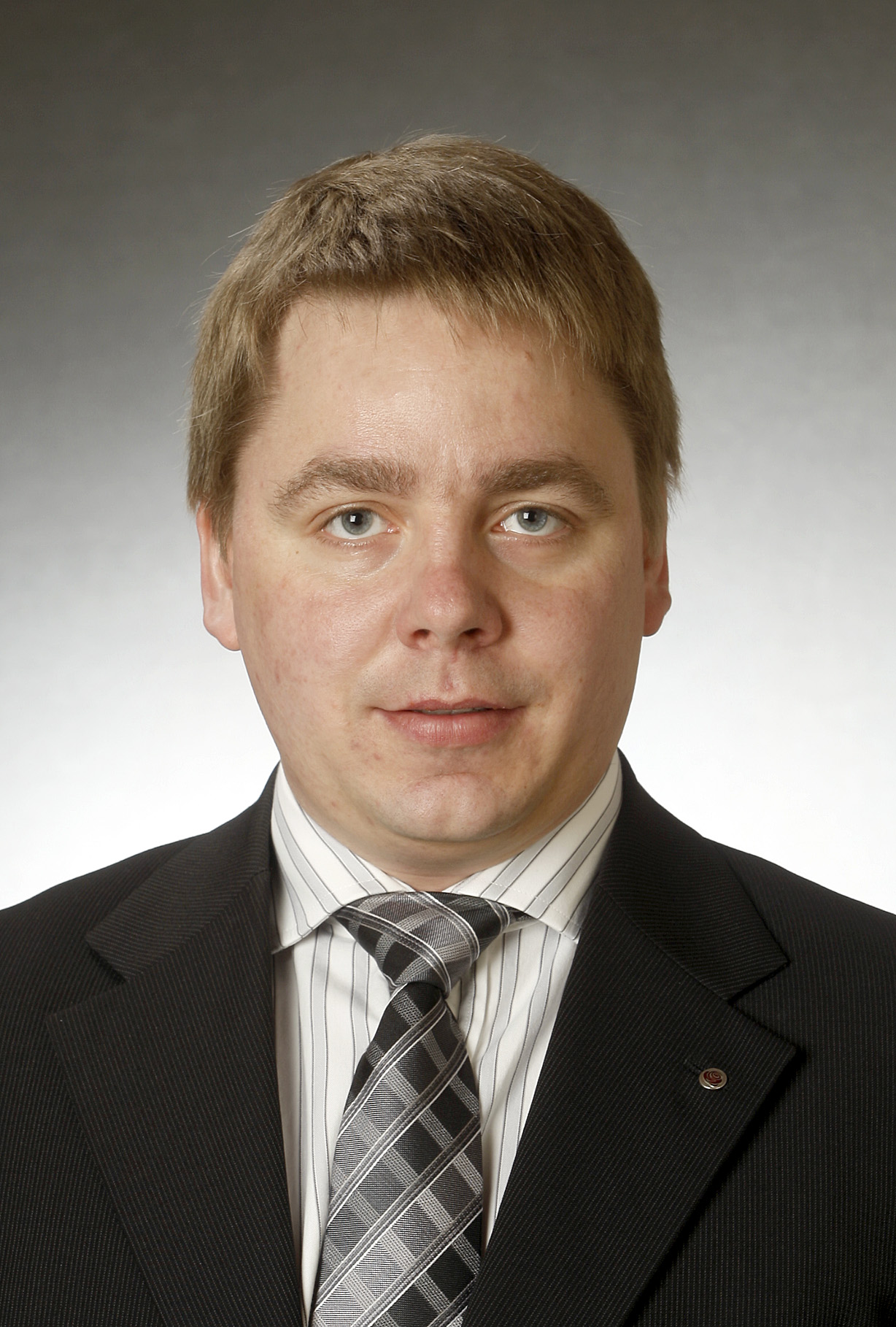
Karel Rüütli (2011)

Karel Rüütli (* 25. Dezember 1978 in Tartu, Estnische SSR) ist ein estnischer Politiker. Er war von November 2008 bis Mitte 2010 Parteivorsitzender der Estnischen Volksunion (Eestimaa Rahvaliit). Rüütli gehört inzwischen der Sozialdemokratischen Partei Estlands an.

## Leben und politische Karriere
Karel Rüütli machte 1997 sein Abitur am Gymnasium von Valga. Bis 2004 studierte er Forstwirtschaft an der Estnischen Universität der Umweltwissenschaften (Eesti Maaülikool) in Tartu.
2001 trat Rüütli der Estnischen Volksunion bei und war seit 2002 im Parteirat vertreten. Zwischen 2001 und 2003 war er Mitglied des Vorstands der Jugendorganisation der Partei („Rahvaliidu Noored“). In den Jahren 2005 bis 2008 war er einer der Stellvertreter des Parteivorsitzenden.
Von 2005 bis 2007 war Karel Rüütli Referent im estnischen Umweltministerium. Gleichzeitig wurde er für die Estnische Volksunion in den Stadtrat der Tartu von 2005 bis 2007 gewählt. In dieser Zeit trat er als Mitglied der Vereinigung Estnischer Städte (Eesti Linnade Liit) bei. Daneben war Rüütli in zahlreichen Aufsichtsräten vertreten: von 2003 bis 2007 bei AS Eesti Loto, von 2005 bis 2007 bei der Verwaltung der Staatlichen Waldgebiete (Riigimetsa Majandamise Keskus) und von 2005 bis 2007 bei den Tartuer Wasserwerken (AS Tartu Veevärk).
Ab 2007 gehörte Rüütli als Abgeordneter dem estnischen Parlament (Riigikogu) an. Er war Fraktionsvorsitzender der Estnischen Volksunion. Rüütli spezialisierte sich auf die Themen Bildung sowie Datenschutz und zivile Überwachung durch Staatsorgane. Er sitzt im Ausschuss für Kultur und im Ausschuss für Überwachung. Am 1. November 2008 trat er als Nachfolger von Jaanus Marrandi sein Amt als Parteivorsitzender der Estnischen Volksunion an. Damit war er jüngster Vorsitzender einer Partei, die im Estnischen Parlament vertreten war. Unter seiner Führung spaltete die Diskussion über eine mögliche Vereinigung der Volksunion mit der estnischen Sozialdemokratie Führung und Mitgliederschaft der Partei. Bei der Europawahl 2009 erreichte die Partei nur 2,2 % der Stimmen. Seit 2011 ist sie nicht mehr im Parlament vertreten.
Im Juli 2010 wurde Rüütli durch Juhan Aare als Parteivorsitzender abgelöst. Rüütli verließ daraufhin die Volksunion und schloss sich der Sozialdemokratischen Partei Estlands (SDE) an. Für die SDE wurde er bei der Parlamentswahl 2011 als Abgeordneter in den Riigikogu gewählt.

## Mitgliedschaften
Karel Rüütli ist Mitglied der Union ehemaliger Forststudenten, Alumni der Union Estnischer Studenten, im Verein der Ehemaligen des Valga Gymnasiums tätig und sitzt im Aufsichtsrat des „Heino Teder“ Forst-Trainingszentrums. Sein aktives gesellschaftliches Leben begann er schon früh als Vorsitzender im Schulrat seiner Schule. Von 2000 bis 2002 war er stellvertretender Vorsitzender des Vorstands der Vereinigung der Studenten der Estnische Universität der Umweltwissenschaften. Später wurde er auch in den Vorstand der Union Estnischer Studenten gewählt.

## Privatleben
Heute lebt Karel Rüütli mit seiner Lebensgefährtin Merylin zusammen. Das Paar hat zwei Söhne und eine Tochter.